# Lipušček
Lipušček je priimek več znanih Slovencev:

## Znani nosilci priimka
- Anka Lipušček Miklavič, direktorica mlekarne Planika
- Ivan Lipušček (1855—1934), orglarski mojster, rezbar, urar
- Janez Lipušček (1914—1965), operni pevec, tenorist
- Milovan Lipušček (1907—1987), gostilničar in član organizacije TIGR
- Samo Lipušček (*1980), igralec badmintona
- Tatjana Lipušček (Tatjana Remškar) (1926—1991), baletna plesalka
- Uroš Lipušček (*1947), novinar, zunanjepolitični komentator, publicist
- Viktor Lipušček, predvojni komunist
- Žiga Lipušček (*1997), nogometaš